# جف تونتیمان
جف تونتیمان (انگلیسی: Geoff Twentyman; ۱۹ ژانویهٔ ۱۹۳۰ – ۱۶ فوریهٔ ۲۰۰۴) بازیکن فوتبال انگلیسی بود که عمدتاً به خاطر پیوندش با باشگاه فوتبال لیورپول به عنوان بازیکن اصلی شناخته شده بود.
از باشگاه‌هایی که در آن بازی کرده‌است می‌توان به باشگاه فوتبال کارلایل یونایتد، باشگاه فوتبال لیورپول، و باشگاه فوتبال کارلایل یونایتد اشاره کرد.